# Flora lapponica

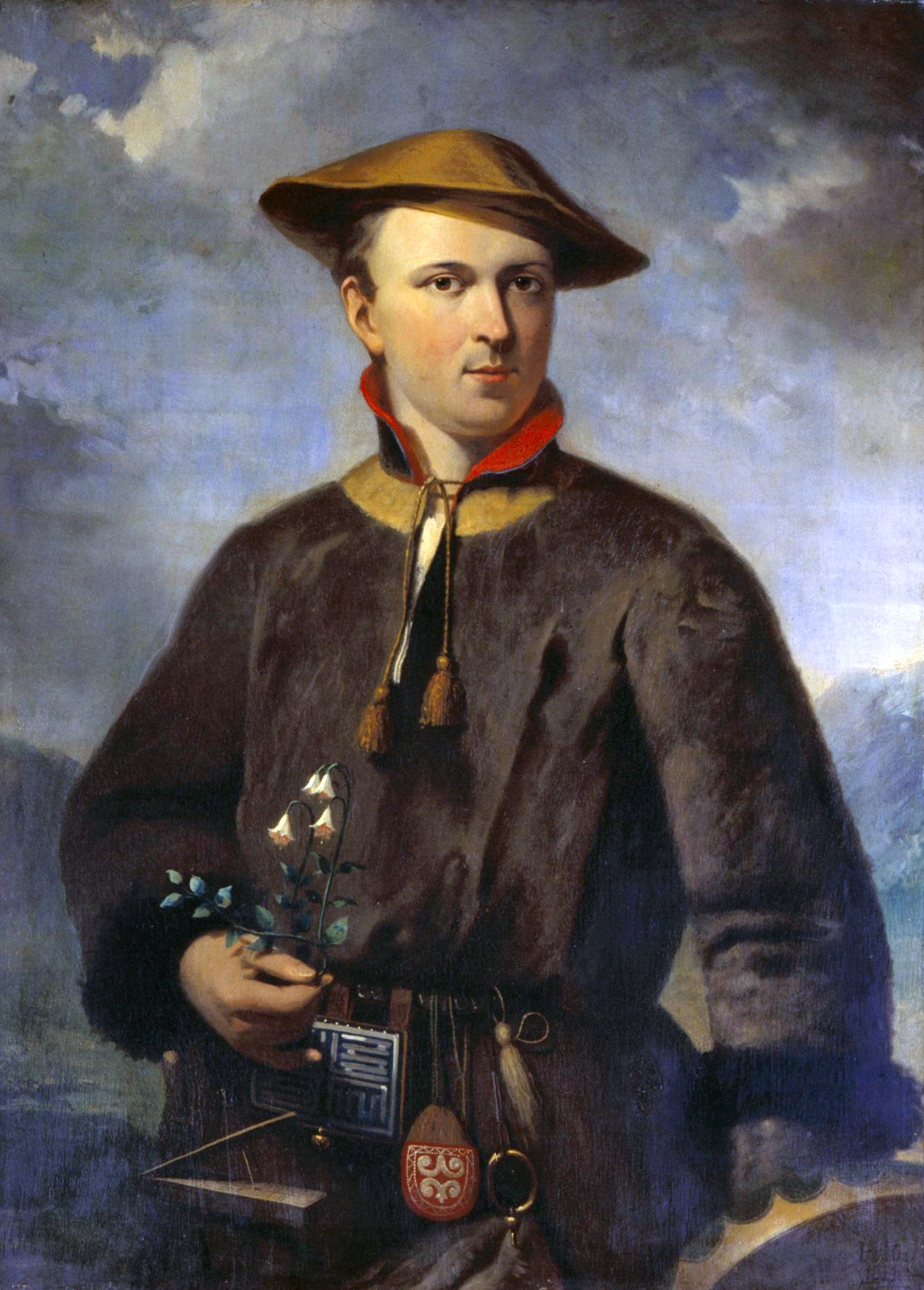
Lineu com traje lapónico - 1853.

Flora lapponica (de seu nome completo: Flora Lapponica Exhibens Plantas per Lapponiam Crescentes, secundum Systema Sexuale Collectas in Itinere Impensis) foi um livro escrito por Lineu, editado pela primeira vez em 1737 em Amesterdão.
Este livro resulta de uma expedição de cinco meses efectuada à Lapónia (região norte da Escandinávia), a expensas da Academia de Ciências de Uppsala, em 1732. Esta região era até então muito pouco conhecida.
O livro descreve aspectos geográficos, plantas e animais da região, assim como os povos Sami e as suas tradições, além do trajecto percorrido e peculiaridades da viagem.
Também como resultado da expedição, surge a obra Florula lapponica, em que é adoptada pela primeira vez, o sistema sexual desenvolvido por Lineu.